# Questão da autoria das obras de Shakespeare

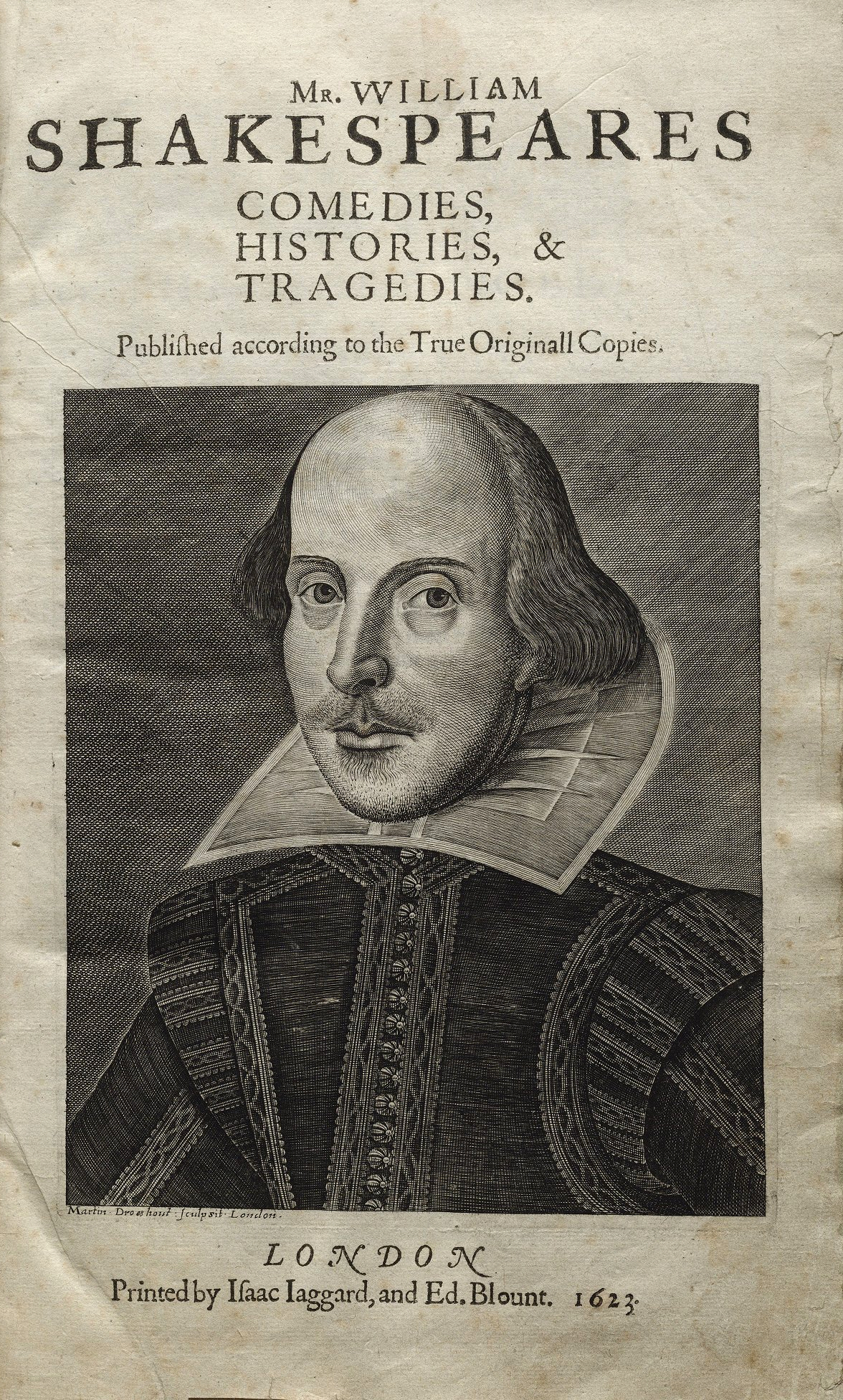
O frontispício do First Folio (1623), primeira coletânea das peças completas de Shakespeare. O First Folio, incluindo este frontispício, tem gerado grande polêmica entre os defensores da autoria. A gravura é normalmente atribuída a Martin Droeshout. Nascido em 1601, Droeshout tinha 14 anos quando Shakespeare morreu, e sete anos antes da publicação do Folio, o que mostra ser pouco provável que Droeshout tenha conhecido o dramaturgo; por conta disto, várias especulações foram lançadas acerca da capa: Charlton Ogburn, por exemplo, observou que a linha curva compreendida entre a orelha e o queixo da figura fazem com que o rosto mais pareça uma "máscara" do que a representação de uma pessoa real. Alguns historiadores de arte, contudo, desaprovam essa tese.

A questão da autoria das obras de Shakespeare, que remonta ao século XVIII, refere-se ao debate sobre a atribuição das obras de William Shakespeare, ou seja, discute-se se as obras foram realmente escritas por ele ou por uma outra pessoa ou, ainda, por um grupo maior de dramaturgos e poetas.[a] Embora tenham sido propostos inúmeros candidatos alternativos a verdadeiro autor das obras, os principais nomes são o do considerado filósofo Francis Bacon, o do dramaturgo então contemporâneo Christopher Marlowe, o de William Stanley, 6º Conde de Derby, e o de Edward de Vere, 17º conde de Oxford, que é o candidato mais popular atualmente.
Os que duvidam que a autoria seja de Shakespeare acreditam que há uma falta de evidências concretas que demonstrem que o ator e empresário – às vezes conhecido como Shaksper de Stratford – também foi responsável pelo corpo de obras literárias que carregam um nome com uma grafia similar (mas não sempre idêntica) à sua própria. Outros, entretanto, sustentam que o ator, o empresário e o dramaturgo eram efetivamente a mesma pessoa. Porém, mesmo entre os que acreditam que fossem a mesma pessoa, há aqueles que têm dúvidas quanto à verdadeira autoria da obra.
Outro argumento dos estudiosos que desconfiam da autoria refere-se ao conhecimento educacional absurdamente superior presente nos trabalhos shakespearianos, que, por exemplo, além de amplo conhecimento em ciências exatas e humanas, contêm, juntos, um vocabulário imenso com aproximadamente 29.000 palavras diferentes (incluindo versões diferentes de palavras), sendo esse vocabulário  quase cinco vezes maior que o encontrado na Bíblia do Rei Jaime, que emprega somente 6.000 palavras diferentes e que era famosa à época. Os críticos alegam que dificilmente uma pessoa comum do século XVI, sem uma educação até então refinada para poucos, [b] poderia ser tão fluente na língua inglesa, e muito menos demonstrar bons conhecimentos de política, direito e línguas estrangeiras, tais como o latim, presente no texto de obras como Hamlet e outras.
Até o início da década de 1920, Bacon foi o mais apontado como o autor das obras. Marlowe, Stanley, o 6º Conde de Derby e numerosos outros candidatos têm sido propostos, mas não conseguiram atrair grandes seguidores. No entanto, atualmente, a teoria suplente mais popular é que as obras de Shakespeare foram escritas por Edward de Vere, 17º conde de Oxford.
Embora os principais estudiosos shakespearianos ignorem ou mesmo rejeitem todas essas alternativas, alegando que não se sustentam, e acreditem que Shakespeare realmente tenha escrito os textos, uma pequena quantidade de pessoas, ainda que proeminentes ou famosas, contestam a autoria oficial. O interesse geral na questão da autoria tem crescido, especialmente entre profissionais de teatro, acadêmicos e estudiosos independentes, porque, acima de tudo, é uma questão que ajuda no aprofundamento da obra shakesperiana e no entendimento do tempo contextual em que foram produzidas.

## Terminologia

### Stratfordianos e anti-stratfordianos
Aqueles que questionam se William Shakespeare de Stratford-upon-Avon foi verdadeiramente o autor original das peças atribuídas a ele são comumente chamados de anti-stratfordianos, enquanto que aqueles que não possuem quaisquer dúvidas sobre isso são chamados frequentemente de stratfordianos. Como se vê, estes termos derivam do nome local de nascimento de Shakespeare, Stratford-upon-Avon. Os anti-stratfordianos são divididos em três outras teorias: baconiana, marloviana e oxfordiana, dependendo de a quem eles atribuem a autoria das peças: Francis Bacon, Christopher Marlowe ou o Conde de Oxford, respectivamente.[c]

### "Shakspere" x "Shakespeare"
Não havia nenhuma norma ortográfica na Inglaterra elisabetana – sob o reinado de Isabel; durante toda sua vida, Shakespeare teve seu nome escrito e registrado de muitas maneiras diferentes, além de "Shakespeare". Os anti-stratifordianos referem-se ao homem de Stratford - isto é, o que fingia ter sido o autor das obras - como "Shakspere" (nome registrado em seu batismo), ou "Shaksper", para distingui-lo do dramaturgo "Shakespeare" - isto é, o verdadeiro autor, seja ele o homem de Stratford ou não - ou "Shake-speare" (nome que aparece frequentemente nas publicações). Como se vê, os anti-stratfordianos identificam cada nome como sendo de um indivíduo diferente. Eles apontam que a maioria das referências - em documentos legais originais  - ao homem de Stratford utilizam geralmente a primeira sílaba de seu nome com somente quatro letras: "Shak-" ou às vezes "Shag-", e também "Shax-", visto que o nome do dramaturgo era feito com um longo "a" como em "Shake". Os stratfordianos rejeitam toda essa convenção, acreditando que o homem de Stratford pronunciava seu nome diferentemente do nome que aparecia nas publicações. Sendo "Shakspere" controverso, este presente artigo usa o nome "Shakespeare" por toda a parte.

## Visão geral

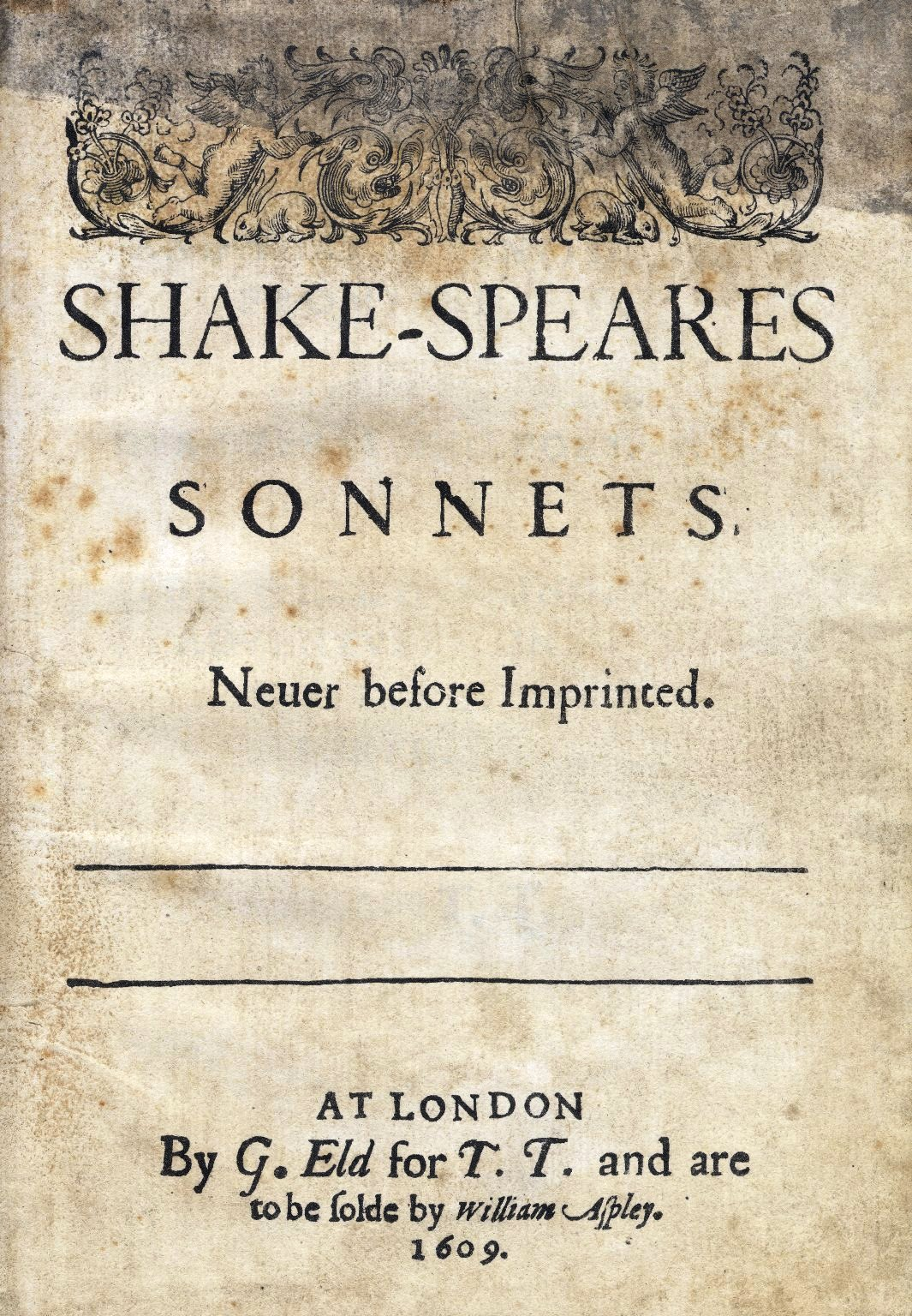
Folha de rosto da edição de 1609 dos sonetos de Shake-Speare: o nome com hífen aparece em mais 15 peças publicadas antes do First Folio.

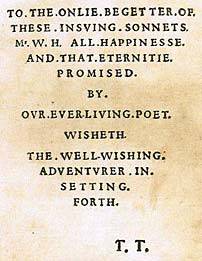
Página de dedicatória dos sonetos: o nome com hífen e a frase "poeta sempre vivo" são elementos que ganharam força no debate sobre a autoria

### Visão dos principais estudiosos
Segundo os estudiosos mais experientes de Shakespeare, ele nasceu em Stratford-upon-Avon em 1564 e depois mudou-se para Londres, tornando-se poeta, dramaturgo e ator, além de coproprietário da companhia Lord Chamberlain's Men (mais tarde, The King's Men), que pertencia ao Globe Theatre e ao Blackfriars Theatre, em Londres. Dividia seu tempo entre Londres e Stratford até se aposentar, por volta de 1613. A partir de então, fixou-se em Stratford até sua morte, em 1616. O nome de Shakespeare aparece no título de aproximadamente quatorze volumes das quinze obras publicadas durante sua vida ativa. Em 1623, sete anos após sua morte (e após a morte da maior parte dos candidatos), suas peças foram recolhidas para uma publicação denominada First Folio.
Shakespeare de Stratford é identificado pelas seguintes evidências: ele presenteou os atores da companhia londrina em sua vontade; o homem de Stratford e o autor dos trabalhos compartilham, de alguma forma, de um nome comum; e os elogios aos poemas no First Folio referem-se ao "Cisne de Avon" e seu "Monumento de Stratford". Os principais estudiosos presumem que esse último termo refere-se ao monumento funerário na Igreja Santíssima da Trindade, em Stratford.
Diversas evidências reforçam a tese stratfordiana – segundo a qual as obras foram escritas por Shakespeare: em primeiro lugar, um panfleto de 1592, do dramaturgo Robert Greene, intitulado Greene's Groatsworth of Wit, uma sátira, na qual Greene chama um determinado dramaturgo de sua época de Shake-scene ou, literalmente, abalador de cena, o qual seria, segundo o autor, an upstart crow (um corvo arrivista, literalmente), um Johannes factotum (um "faz-tudo" capaz de fingir habilidade[d]),  sugerindo que as pessoas tinham conhecimento de um dramaturgo chamado Shakespeare (Shake). Além disso, o poeta John Davies uma vez referiu-se a Shakespeare como "nosso Terêncio inglês", denotando um misto de referências a Cícero, Quintiliano e Michel de Montaigne. Porém muitos estudiosos do período elisabetano acreditam que Terêncio tenha sido o autor de fachada de um grupo de dramaturgos da aristocracia romana.
O monumento existente no túmulo de Shakespeare, em Stratford, construído uma década após sua morte, apresenta-o com uma caneta na mão, o que sugere que ele fosse então conhecido como dramaturgo e poeta. No entanto, os pesquisadores questionam se o monumento não teria sido alterado após sua criação original, e se o original não mostrava apenas um homem segurando, em vez de uma caneta, um mero saco de grãos.
No entanto, a opinião dominante (e a mais conhecida) é de que William Shakespeare de Stratford, que deixou sua cidade natal para se tornar um ator e dramaturgo bem-sucedido em Londres, foi realmente quem escreveu as obras a ele atribuídas.

### Visão dos que duvidam da autoria
Para os incertos quanto à identidade de Shakespeare, há diversas situações que os fazem acreditar que Shakespeare de Stratford era apenas um homem - provavelmente pago - que assumia os dotes literários de terceiros, que permaneciam anônimos: ambiguidade e falta de provas concretas quanto à evidência histórica da autoria de Shakespeare; a afirmação de que as peças possuem um nível alto de instrução (conhecimentos gerais e línguas estrangeiras) maior do que aquele que sabe-se que Shakespeare chegou a conhecer; a evidência sugestiva de que o autor faleceu quando Shakespeare de Stratford ainda estava vivo; dúvidas quanto à autoria expressas pelos próprios contemporâneos; mensagens codificadas em alguns trabalhos que parecem identificar um outro autor (como a sigla "W.S.") e paralelas percebidas entre as personagens nas peças shakesperianas e a vida favorecida dos candidatos.
Em 8 de setembro de 2007, os aclamados atores britânicos Derek Jacobi e Mark Rylance fizeram uma declaração sobre a questão da autoria dos trabalhos shakespearianos, após a matinê final de Eu sou Shakespeare, uma peça que investiga a real identidade do bardo, encenada em Chichester, Inglaterra. A declaração nomeia 20 proeminentes anti-stratfordianos que viveram no passado, incluindo Mark Twain, Orson Welles, Sir John Gielgud e Charlie Chaplin. O documento foi patrocinado pela União da Autoria de Shakespeare e assinado por cerca de 1.000 pessoas na página on-line da união, sendo que destas mil pessoas, 200 eram acadêmicos que incentivaram essa nova pesquisa em relação à questão da autoria.

## A ideia da autoria secreta no Renascimento Inglês

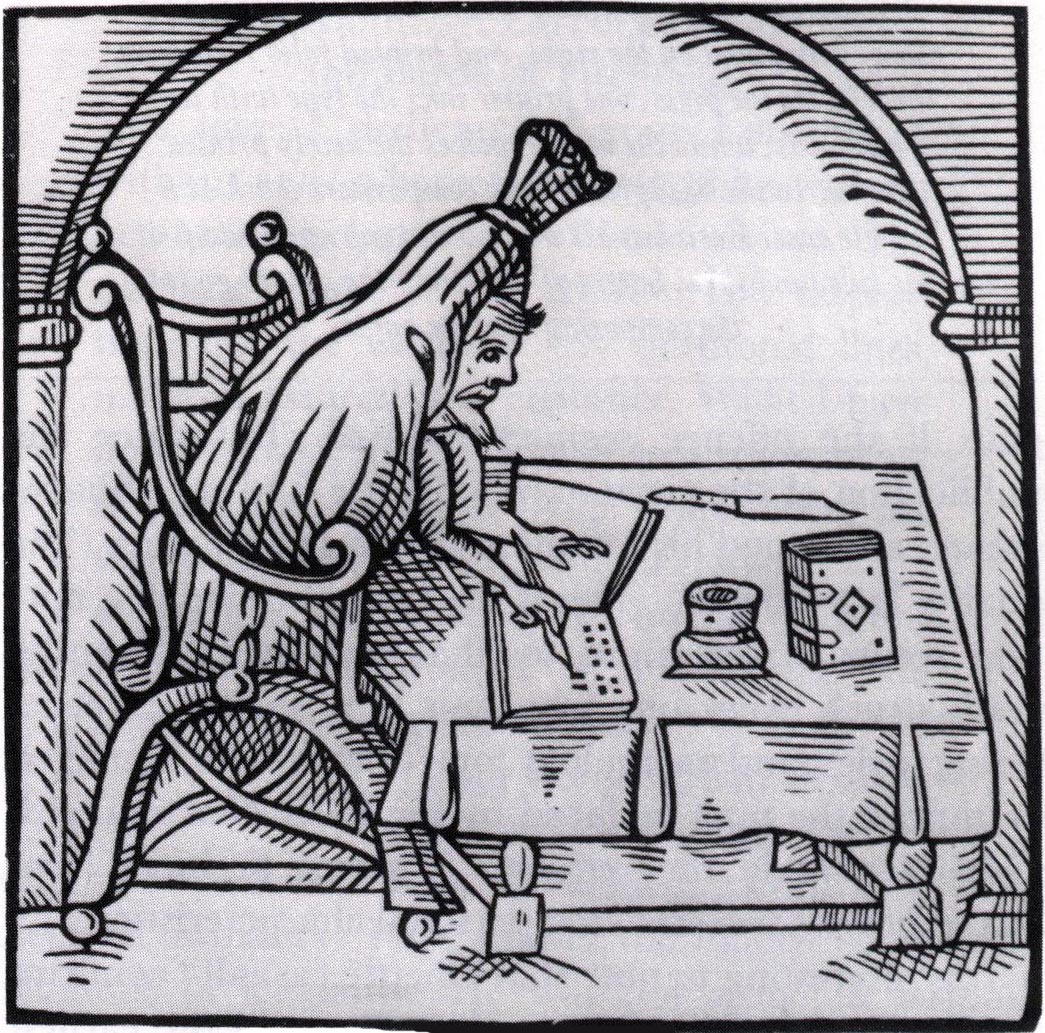
O autor inglês Robert Greene, contemporâneo de Shakespeare, é a personalidade mais conhecida que os anti-stratfordianos utilizam para defender suas teses contra a autoria.

A possibilidade de Shakespeare ter sido um ator, assumindo habilidades que não possuía, gerou um grande volume de pesquisas históricas. Os anti-stratfordianos, por exemplo, apontam documentos em que personalidades elisabetanas - contemporâneas dos candidatos a autor das obras e do próprio Shakespeare - discutem a possibilidade de uma publicação anônima ou o uso de pseudônimo  camuflar pessoas de alta classe social da época. O dramaturgo Robert Greene, em seu Farewell to Folly, menciona a prática adotada por escritores que ocultavam seus nomes, enquanto outros apareciam nas publicações de suas obras.

### "Shake-Speare" como pseudônimo
De acordo com os historiadores literários Archer Taylor e Frederic J. Mosher, "nos séculos XVI e XVII, que foram a 'Idade de Ouro' dos pseudônimos, quase todos os escritores usaram um pseudônimo em algum momento de sua carreira". A esse respeito, alguns anti-stratfordianos apontam o hífen usado em "Shake-speare" como a utilização de um pseudônimo. Outros exemplos de nomes hifenizados incluem Tom Tell-truth, Martin Mar-prelate, e Cuthbert Curry-nave, que faziam alusões e pretendiam atingir, através desses pseudônimos, um determinado sistema (religião, por exemplo) de suas épocas.
Segundo o pesquisador Mark Anderson, o termo hifenizado "Shake-speare" não deixa de ser outro exemplo nesse sentido, como uma alusão ao patrono da deusa grega Atena (da sabedoria, inteligência e do ofício), que nasceu da testa de Zeus, agitando[f] uma lança.[g] Quanto a isso, os stratfordianos têm respondido que a versão hifenizada – estudos históricos encontraram outras versões do termo, como "Shake Speare", sem o hífen – não é coerente e que o hífen foi simplesmente deslocado, e por isso essa questão deve ser descontada. Entretanto, o oxfordiano Charlton Ogburn reagiu em relação a essa manifestação stratfordiana, observando que "as 32 edições das peças de Shakespeare publicadas antes do First Folio de 1623, em que o nome William Shakespeare foi usado por toda a parte, o nome foi hifenizado em quinze - quase a metade". Além disso, foi hifenizado também pelo já citado poema de John Davies, que denomina Shakespeare como "Nosso Terêncio Inglês", embora Ogburn observe que o hífen foi apenas utilizado por outros editores e autores, e não pelo próprio poeta. A partir disso, Ogburn concluiu que o uso do hífen não era inconsistente ou extraviado como os stratfordianos alegaram, mas que seguia um padrão considerável.

## Alegações dos anti-stratfordianos

### A educação de William Shakespeare

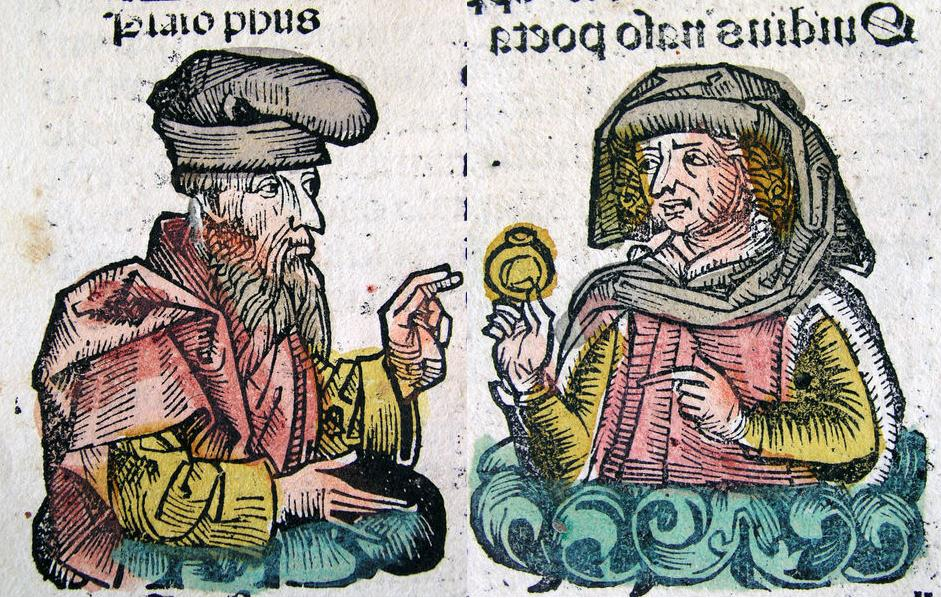
Segundo sua biografia tradicional, Shakespeare frequentou uma boa escola elementar, onde estudou Ovídio, em latim, e Platão, em grego.

Não há  dúvida de que Shakespeare precisaria ter concluído o ensino superior e, especialmente, ter tido conhecimentos de ciência e idiomas para escrever suas peças de teatro. Em 1895, Henry Stratford Caldecott falou sobre isso, durante  uma conferência, em Joanesburgo:
As peças de Shakespeare são tão estupendas quanto à genialidade que, mesmo com o passar do tempo, elas não perdem seu vigor e, pelo contrário, continuam sendo pesquisadas e analisadas por várias e várias gerações de estudiosos e críticos de todas as nações do planeta, e é por isso que as pessoas têm se perguntado: 'é humanamente possível que William Shakespeare, um rapaz rústico do campo de Stratford-upon-Avon, as tenha escrito?' Mas, se isso foi possível para um determinado homem, quem quer que ele tenha sido, ele fez isso.
A posição stratfordiana é que, até seus quatorze anos, Shakespeare esteve matriculado na Escola Rei Eduardo VI, em Stratford-upon-Avon, onde teria estudado latim, grego e uma vasta literatura clássica, incluindo nomes como Ovídio e Platão, além de poemas franceses, histórias nacionais e romances italianos. No entanto, os registros de alunos que frequentaram essa escola não sobreviveram, de modo que essa afirmação não passa de uma especulação, não havendo prova de que Shakespeare tenha ou não estudado lá.
Tampouco há evidências de que o bardo tenha frequentado algum tipo de universidade, mas isso não era incomum entre os dramaturgos da Renascença. Tradicionalmente, os estudiosos assumem que Shakespeare tenha sido parcialmente instruído. Quanto a isso, geralmente é feito um paralelo com Ben Jonson, dramaturgo amigo de Shakespeare, que foi alçado à condição de poeta da corte, mesmo tendo origens até mais humildes do que as de Shakespeare. Jonson também jamais concluiu - ou talvez nunca tenha frequentado - uma universidade e, no entanto, tornou-se um homem de grande respeitabilidade. Mais tarde ser-lhe-iam concedidos títulos honorários pelas universidades de Oxford e Cambridge). Historicamente, contudo, há evidências de que Jonson tivera uma educação superior à de Shakespeare. Vários livros foram encontrados assinados e anotados, entre os documentos de Jonson. A título de comparação, Jonson tinha acesso a uma enorme biblioteca, onde ele provavelmente teve a oportunidade de aumentar e completar seus conhecimentos. Para Shakespeare, no entanto, há uma possível fonte que favorece a hipótese de sua alta educação: A. L. Rowse salienta que algumas das obras usadas como fontes de informação para as suas peças foram compradas na loja do tipógrafo Richard Field, seu companheiro de Stratford.
Em contraponto, certas referências contemporâneas de Shakespeare têm reforçado a tese de que as obras shakesperianas, para terem sido escritas, não exigiriam conhecimentos muito acima da média: a homenagem de Ben Jonson no First Folio de 1623 afirma que as peças eram grandes, embora tivessem "um latim pobre e pouco grego". Essa questão fez surgir vários argumentos, a maioria apresentados com veemência pelo Dr Richard Farmer, que diz que uma grande dose desse aprendizado clássico exibido por Shakespeare é derivado do texto de Ovídio, Metamorfose, que era estudado em muitas escolas da época. Anti-stratfordianos, como Mark Anderson, no entanto, consideram que essa explicação não contraria o argumento de que o verdadeiro autor também precisaria ter conhecimento de línguas estrangeiras, ciências modernas, conceitos sobre guerra, aristocracia, esportes, política, caça, filosofia natural, história, falcoaria e direito. Na linha do pensamento de Farmer, aquilo que Shakespeare descreveu como "o primeiro herdeiro da minha invenção", em seu poema Vênus e Adônis, parece ter sido extraído do Adônis, de Giambattista Marino, que nunca foi traduzido.

### Testamento

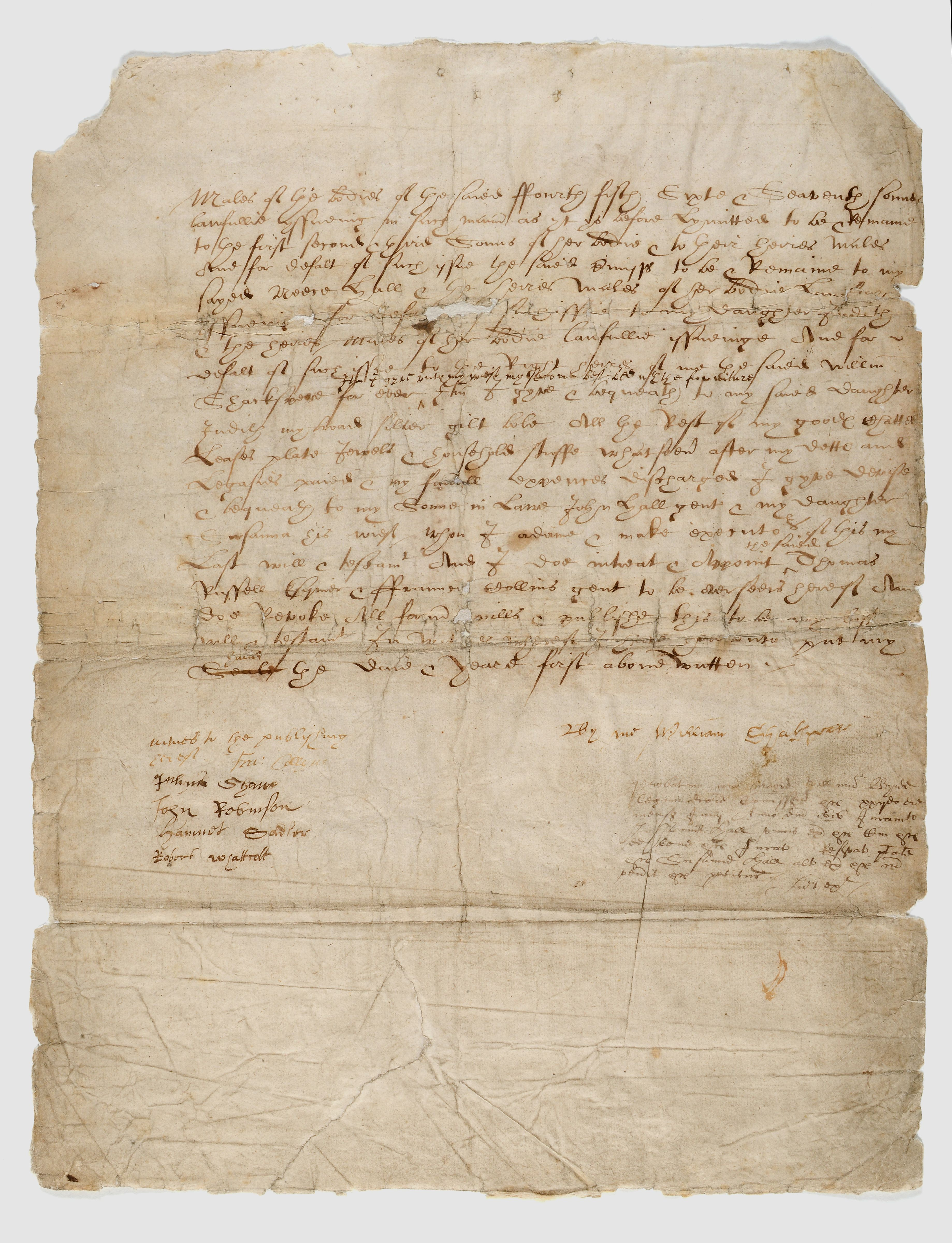
Terceira página do testamento de Shakespeare (1616).

O testamento de William Shakespeare é longo e explícito, listando posses que sugerem uma condição pequeno-burguesa bem-sucedida. No entanto, o documento não faz qualquer menção à sua vida particular, não lista cartas, tampouco livros de qualquer tipo. Também não dá nenhuma pista quanto à sua carreira literária e não se refere a nenhuma participação na propriedade do Globe Theatre, sendo que tal participação teria sido extremamente valiosa.
Na época da morte de Shakespeare, 18 das suas peças permaneciam inéditas. Nenhuma delas é mencionada em seu testamento (isso contrasta com o testamento de Francis Bacon, que se refere à obra que ele desejava que fosse publicada postumamente). Segundo os anti-stratfordianos, Shakespeare não desejava que sua família auferisse algum tipo de lucro proveniente dessas suas obras inéditas ou simplesmente não se preocupou em deixá-las para a posteridade. Consideram improvável que ele tenha enviado todos os seus manuscritos a The King's Men, a companhia teatral da qual ele era sócio. Conforme a prática usual na época, as obras de Shakespeare  enviadas à companhia tornavam-se propriedade dos seus membros. Foram John Heminge e Henry Condell -  sócios da companhia - que reuniram as obras para esta publicação e que assinaram a epístola dedicatória do First Folio

### A questão do ano de 1604
Segundo alguns pesquisadores, documentos indicam que o dramaturgo tenha morrido em 1604, ano em que a contínua publicação de novas peças de Shakespeare "misteriosamente cessou", e vários estudiosos têm afirmado que Conto do Inverno, A Tempestade, Henrique VIII, Macbeth, Rei Lear e Antônio e Cleópatra, chamadas de "peças tardias", foram escritas, o mais tardar, em 1604. Os pesquisadores citam os Sonetos de Shakespeare, publicados originalmente em 1609, em cuja página de rosto está escrito: "nosso sempre vivo poeta", expressão normalmente utilizada com referência a alguém já morto. Também citam um documento da época que sugere fortemente que Shakespeare, o sócio do Globe, teria morrido antes de 1616, ano em que o Shakespeare de Stratford morreu.
A época em que Shakespeare se retira da companhia praticamente coincide com a morte do  Conde de Oxford. Segundo Ruth Lloyd Miller, se as peças produzidas durante a temporada de 1604-1605 eram realmente de William Shakespeare de Stratford, é surpreendente que ele tenha se desligado da companhia seis meses antes de a companhia começar a produção de mais peças de sua autoria do que jamais havia produzido num período similar
Após a morte do conde de Oxford, em 1604, cerca de 12 peças de Shakespeare foram escritas. Mas, para os oxfordianos, a publicação anual de peças de Shakespeare - "novas" ou "corrigidas" -  cessa em 1604, e a dedicação de Shakespeare aos Sonetos seria um indício de que o autor das peças teatrais havia morrido antes de 1609 - ano da publicação dos Sonetos. Os oxfordianos acreditam que a razão pela qual tantas "peças tardias" mostram sinais de revisão e colaboração é que essas peças teriam sido completadas por outros dramaturgos, após a morte de Edward de Vere.

### Alfabetização

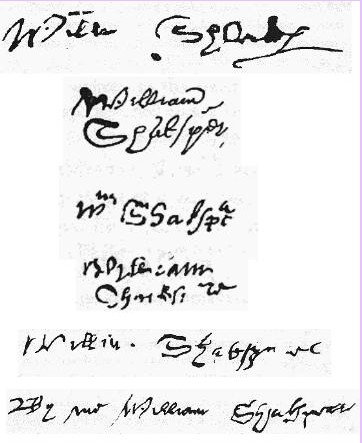
Seis assinaturas existentes de Shakspeare de Stratford, feitas entre 1612 e 1616:Nota-se que as reproduções são imperfeitas, o que sugere aberturas inexistentes em algumas pinceladas

Acredita-se que a esposa de Shakespeare, Anne, e sua filha, Judith, eram analfabetas, sugerindo que o pai não ensinou seus filhos a ler ou escrever, mas isso não implica muito questionamento, pois era comum mulheres da classe média serem analfabetas no século XVII.
A posição dos anti-stratfordianos mantém a afirmação de que, para se ter a capacidade de escrever todas as peças atribuídas a Shakespeare, seria necessário ter uma prática de escrita, nem que fosse  o recebimento e a emissão de cartas ou pequenas anotações. No entanto, surpreendentemente, não há nenhum registro de escrita feita por Shakespeare.

### Classe social
Um dos itens mais discutidos a respeito de Shakespeare, sua classe social tem sido encarada pelos anti-stratfordianos de forma previsível. Eles acreditam que o filho de um luveiro provincial residente de Stratford que de repente se vê na idade adulta e escreve obras que tratam de assuntos que estavam longes de suas próprias atividades, como viagens e vidas dignas da nobreza da época, só pode ter sido um personagem de um romance. Esta opinião é sintetizada por Charles Chaplin: "No trabalho dos maiores gênios, os primórdios humildes irão revelar seus próprios lugares, mas um não pode traçar sinais de desleixo em Shakespeare. Quem quer que escreveu [Shakespeare] tinha uma atitude aristocrática." Os estudiosos ortodoxos, no entanto, corrigem tal análise, explicando que o mundo glamuroso da aristocracia era encenado popularmente para as peças da época. Adicionam que vários dramaturgos ingleses do Renascimento (época de Shakespeare) escreveram sobre a nobreza, apesar de suas origens humildes (aqui, inclui-se Christopher Marlowe, John Webster, Ben Jonson, Thomas Dekker e outros).
Provavelmente, naquela época, apenas personalidades aristocráticas ou estudantes universitários poderiam ter uma profunda compreensão de política, direito e idiomas, é a tese dos anti-stratfordianos. Em contraponto, estudiosos ortodoxos respondem que Shakespeare era um homem que foi prosperando durante sua vida: várias de suas peças foram realizadas regularmente nas residências reais (corte), e, assim, talvez ele tenha se envolvido com a aristocracia de tal forma que conseguiu conhecê-la mais de perto. Além disso, sua carreira teatral proporcionou-lhe melhores condições financeiras, e ele acabou adquirindo um brasão como título de cavalheiro, tal como vários homens ricos da pequena-burguesia da época recebiam.
Em The Genius of Shakespeare, Jonathan Bate salienta que o argumento sobre a classe social é reversível: as peças de Shakespeare contêm detalhes das classes baixas que os aristocratas provavelmente não tinham conhecimento. Muitas das personagens shakesperianas mais encenadas pertencem à classe inferior ou pelo menos são sempre associadas a isso, como Falstaff, Nick Bottom, Autolycus, Sir Toby Belch, etc. Os anti-stratfordianos, em contrapartida, acentuam que na medida em que a descrição do dramaturgo em relação à nobreza é altamente pessoal e multi-facetada, seu tratamento em relação à classe baixa é completamente atencionada ao lado cômico.

### Comentários de contemporâneos

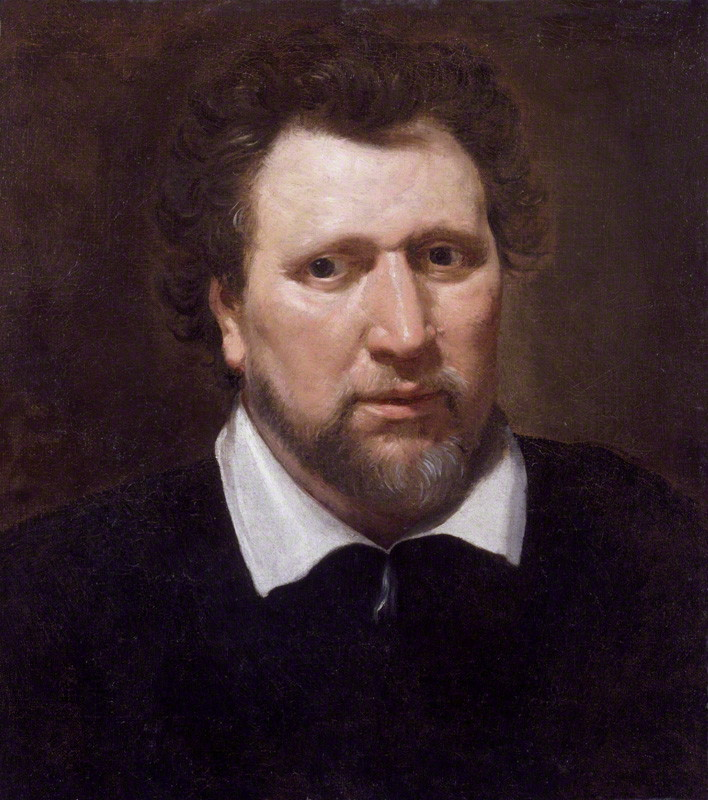
Ben Jonson expressou sua amizade por Shakespeare em documentos que, posteriormente, seriam usados no debate da autoria.

O ator Ben Jonson tinha uma relação contraditória com Shakespeare. Ele o considerava como um amigo, como escreveu em Discoveries ("Eu amava o homem"), além de dedicar palavras de elogios no First Folio. Contudo, Jonson também escreveu que Shakespeare era demasiado tagarela: elogiando que Shakespeare nunca havia manchado uma linha fora, Jonson escreveu: "ele tinha manchado mil", e isso "fluía com tal facilidade que às vezes era necessário interromper". Na mesma obra, ele brinca que Shakespeare havia falado: "na pessoa de César" (presumivelmente no palco): "César nunca fez mal, mas com justa causa", o que Jonson chama de "ridículo", e que, de fato, é preservado da mesma forma como no First Folio.
Na já citada obra póstuma Greene's Groatsworth of Wit, de Robert Greene, o autor refere-se a um dramaturgo com a expressão "Shake-scene", ou seja, "Abalador de cena", literalmente. Este "abalador de cena" é difamado como "um corvo próspero que adornou com nossas penas", juntamente com uma referência à Henrique VI, Parte 3. A visão ortodoxa é de que Greene critica o fato de que Shakespeare invadiu seu domínio de conhecimentos universitários com seu estilo pouco sofisticado, :26-27 enquanto que certos anti-stratfordianos alegam que Greene, na verdade, duvidava da autoria de Shakespeare, uma vez que este era um ator que apenas assumia habilidades que não eram suas (corvo) e ganhava de alguma forma (próspero).

### Provas nos sonetos
Para reforçar sua posição, o anti-stratfordiano Charlton Ogburn tem usado repetidamente os sonetos de Shakespeare, que tendem a ser mais explicitamente pessoais do que as peças. Ele cita, por exemplo, o Soneto 76 como uma clara confissão do autor de que necessitaria de uma tal artimanha:
Por que só escrevo essa monotonia,
Tão incapaz de produzir inventos
Que cada verso quase denuncia
Meu nome e seu lugar de nascimento?

### Conhecimento geográfico
A maioria das observações anti-stratfordianas acreditam que o verdadeiro autor das peças viajou muito e para lugares bem distintos, uma vez que muitas das peças mostram grande atenção a distintos locais europeus, além de apresentar alguns detalhes dessas regiões. Acerca disto, os ortodoxos respondem que diversos enredos de peças da época, escritas por outros dramaturgos, tinham como locações lugares estrangeiros e o estilo de Shakespeare era inteiramente convencional a esse respeito.
Até mesmo fora da questão da autoria, tem havido um debate particular sobre a extensão dos conhecimentos geográficos de Shakespeare. Alguns estudiosos afirmam que existe pouca informação topográfica nos textos (em nenhuma parte de Otelo ou de O Mercador de Veneza são mencionados canais venezianos). Com efeito, existem mal-entendidos aparentes: Shakespeare, por exemplo, refere-se a Boémia como tendo uma orla costeira em Conto do Inverno, sendo que a região checa não é litorânea; refere-se a Verona e Milão como portos marítimos, em Os Dois Cavalheiros de Verona, sendo que se trata de cidades interiores; em Tudo Bem Quando Termina Bem, sugere que uma jornada de Paris para o norte da Espanha deveria passar pela Itália; e em Timão de Atenas diz que existem importantes marés no Mar Mediterrâneo, e que elas acontecem uma vez em vez de duas vezes por dia.
As reações dos estudiosos diante dessas manifestações surgiram dos dois lados (dos ortodoxos e dos anti-stratfordianos). Uma explicação dada para o fato de Boémia ter sido apresentada como uma região litorânea é de que talvez o autor soubesse que o reino da Boémia foi, numa determinada época, esticado ao Adriático. Verificou-se também que O Mercador de Veneza demonstra conhecimentos detalhados da cidade, como o obscuro fato de que o Duque tinha dois votos na Câmara Municipal, e que pombas assadas eram, na época, um prato muito prestigiado no norte da Itália. Shakespeare também utilizou o termo local traghetto para referir-se ao modo de transporte veneziano (impresso como 'traject', no texto publicado).
Os anti-stratfordianos sugerem que as informações acima provam que o autor das peças precisaria ter viajado e ter tido experiências nessas regiões, e, assim, concluem que essa figura teria sido um diplomata, um aristocrata ou um político, menos o homem de Stratford.
Os principais estudiosos afirmam que as peças de Shakespeare contêm diversos coloquialismos, tais como designações de itens raros na flora e na fauna de Warwickshire, onde Stratford-upon-Avon está localizada, como love-in-idleness, em Sonho de Uma Noite de Verão. Essas designações, segundo esses estudiosos, sugerem que quem escreveu as peças teria sido um nativo de Warwickshire.
Contudo, os pesquisadores salientam que o Conde de Oxford, um dos possíveis autores das peças, era proprietário de uma casa senhorial em Bilton, Warwickshire, o que poderia pôr em xeque essa afirmação ortodoxa dos principais estudiosos, apesar dos registros mostrarem que a propriedade era alugada e que foi vendida em torno de 1581.

## Candidatos

### Histórico da atribuição alternativa
As primeiras suspeitas indiretas quanto à autoria das obras de Shakespeare provêm dos seus próprios contemporâneos. Em 1595, o poeta Thomas Edward publicou seu Narcissus and L'Envoy to Narcissus, no qual parece dar a pista de que "Shakespeare" (entre aspas, pois não se sabe ao certo se o poeta se referia a Shakespeare, especulação que só tem como base o fato de Thomas Edward ter escrito  "o poeta de Vênus e Adônis", título de um poema atribuído a Shakespeare) era um aristocrata. Referindo-se ao poeta de Vênus e Adônis, Edwards o chamou de homem "com vestes roxas" (in purple robes, no documento original), sendo o roxo um símbolo aristocrático.
Ao redor da virada do século XVII, Gabriel Harvey, estudioso de Cambridge, deixou uma marginália em sua cópia dos trabalhos de Chaucer que implicava que ele acreditava firmemente no fato de Sir Eduardo Dyer ter sido o autor de, pelo menos, Vênus e Adônis. Todas essas referências permaneceram, no entanto, vedadas ao debate acerca da autoria e nunca foram mencionadas de maneira clara e explícita, embora eventualmente se tenha se chegado perto delas.
As primeiras suspeitas mais diretas quanto à autoria das obras de Shakespeare provêm do século XVIII, quando os pontos de vista não ortodoxos foram expressos em três histórias alegóricas. Em An Essay Against Too Much Reading (1728), escrita pelo Capitão Golding, Shakespeare é descrito como um mero colaborador que "muito provavelmente não sabe escrever em inglês." Já em The Life and Adventures of Common Sense (1796), escrita por Herbert Lawrence, Shakespeare é retratado como um "astuto personagem teatral… e ladrão incorrigível." Em The Story of the Learned Pig (1786), escrita por autor anônimo descrito como "oficial da Royal Navy", Shakespeare é meramente um homem que assume as habilidades do verdadeiro autor, num capítulo chamado "Pimping Billy".
Em torno dessa mesma época, James Wilmot, clérigo e acadêmico de Warwickshire, esteve pesquisando a biografia de William Shakespeare. Viajou extensamente em torno de Stratford, visitando bibliotecas num raio de 50 milhas à procura de registros ou correspondências relacionados com Shakespeare ou livros que tivessem pertencido a ele. Em 1781, Wilmot ficou tão chocado com a falta de provas acerca da vida de Shakespeare, que  concluiu que aquele homem simplesmente não poderia ter sido o autor das peças a ele atribuídas. Wilmot conhecia  os escritos de Francis Bacon e concluiu que este seria o mais provável autor das obras shakespearianas. Wilmot confidenciou isto a James Cowell, que divulgou essa opinião em um artigo lido diante da Sociedade Filosófica de Ipswich em 1805 (o artigo de Cowell foi redescoberto somente em 1932).

Diagrama ilustrando a época em que cada candidato ficou mais conhecido como autor das peças: (i) note que os marlovianos não acreditavam que Marlowe tivesse morrido em 1593; (ii) note também que a continuação das publicações pararam em 1603 antes de um intervalo de 5 anos. As publicações aconteceram em 1608 (Lear), 1609 (Péricles), 1622 (King John) e 1623 (16 peças). A última publicação de Shakespeare foi Os Dois Nobres Parentes, em 1637.

No século XIX, Bacon surgiria novamente como o candidato alternativo mais popular, quando, no auge da bardolatria, a "questão da autoria" ganhou repercussão. Mas muitas personalidades, que também tinham dúvidas sobre Shakespeare, recusaram-se a endossar uma alternativa. O poeta americano Walt Whitman deu voz a esse ceticismo quando disse a Horacio Traubel: "Concordo com você, companheiro, quando diz não a Shaksper: isso está longe do que tenho buscado. Quanto a Bacon… bem, vamos ver, vamos ver..."
A partir de 1908, Sir George Greenwood envolveu-se em uma série de debates com o biógrafo shakespeariano Sir Sidney Lee e o autor JM Robertson. Ao longo de sua carreira,  Greenwood escreveu inúmeros livros sobre a questão, mas contentou-se em argumentar contra a tradicional atribuição das obras - nunca indicando algum candidato alternativo. Em 1922, ele e John Thomas Looney (o primeiro a defender a autoria de Edward de Vere) fundaram a The Shakespeare Fellowship, uma organização internacional dedicada à promoção do debate sobre a questão da autoria. O poeta e dramaturgo Christopher Marlowe também foi um candidato bastante popular no século XX. Muitos outros  - entre eles o genro de Edward de Vere, William Stanley, 6º Conde de Derby - têm sido sugeridos, mas não têm conseguido muitos adeptos. Até 1975, a Enciclopédia Britânica declarava que Oxford era o mais provável autor das peças. Desde a década de 1980, o apoio a Oxford entre os intelectuais independentes, profissionais de teatro e nos círculos acadêmicos tem aumentado consideravelmente.

### Edward de Vere, 17º conde de Oxford

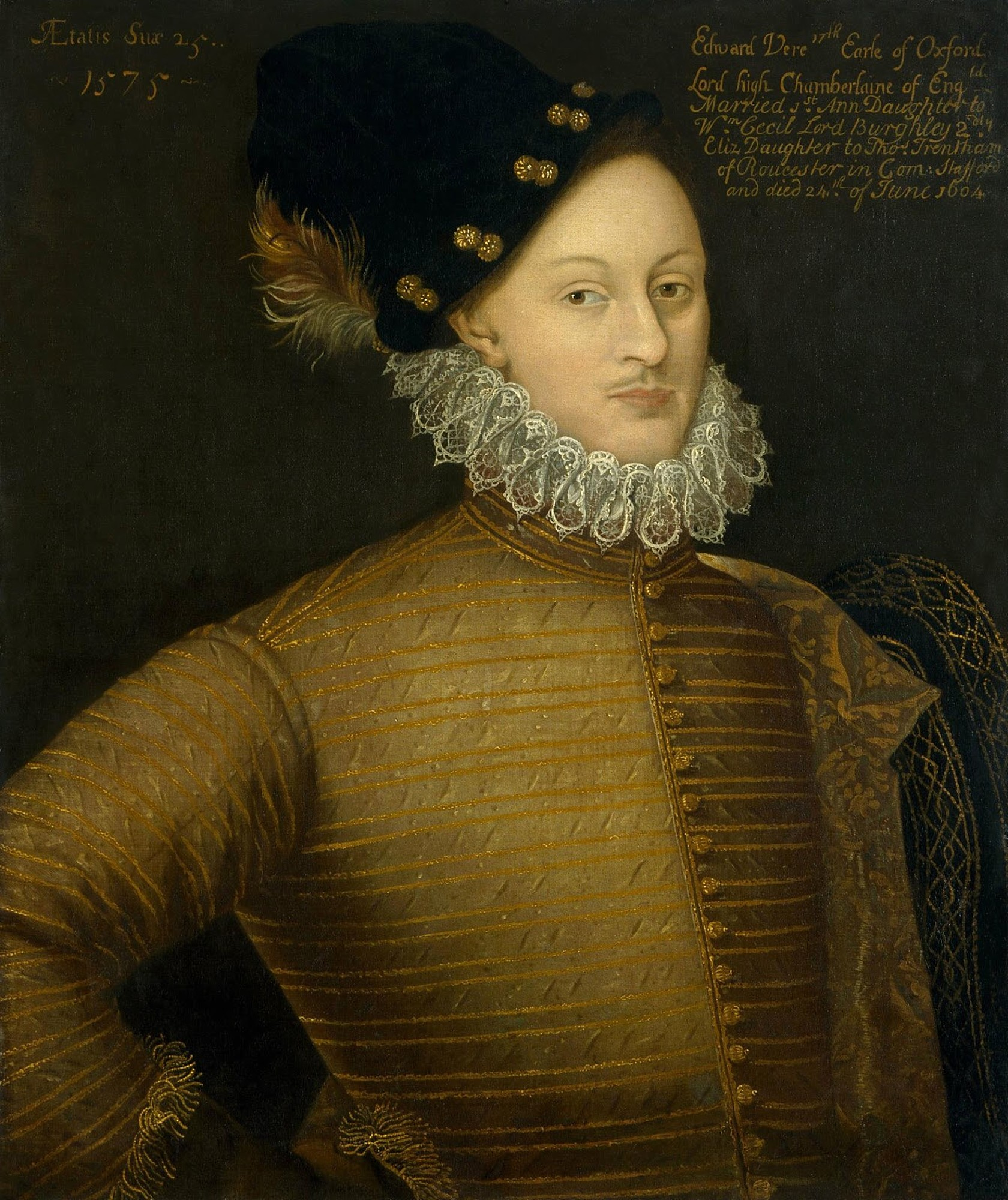
Edward de Vere, 17º Conde de Oxford, lidera a lista de possíveis autores da obra shakespeariana

O candidato mais popular  no século XX é Edward de Vere, 17º Conde de Oxford, muitas vezes referido como "Oxford". Aqueles que acreditam que o conde seja o verdadeiro autor das obras atribuídas a  Shakespeare são chamados oxfordianos. A tese, proposta primeiramente por J. Thomas Looney em 1920,  teve grande notoriedade graças a Charlton Ogburn e sua obra The Mysterious William Shakespeare (1984), que rapidamente fez de Oxford a alternativa preferida frente à opinião ortodoxa acerca da autoria e persuadiu várias importantes personalidades, como Sigmund Freud, Orson Welles, Marjorie Browen, Charlie Chaplin, Ralph Waldo Emerson e muitos outros.
Os oxfordianos baseiam-se nas inúmeras semelhanças entre a vida de Oxford e eventos narrados nas peças shakesperianas. Eles apontam também vários outros aspectos que merecem consideração: o talento de Oxford como poeta e dramaturgo, aclamado por seus  contemporâneos; sua proximidade com a Rainha Elizabeth I e sua vida na corte; o fato de que Oxford teve o trabalho de sublinhar passagens bíblicas que mais tarde seriam citadas nas peças de Shakespeare; fraseologia paralela e similaridade de pensamentos entre as obras shakesperianas e as cartas e poesias do conde; sua educação e inteligência, além de seus registros de viagens por toda a Itália, incluindo locais e regiões citadas em algumas peças. :703
Os estudiosos que apoiam a visão ortodoxa rebatem a maioria, senão todas essas alegações. Para eles, a maior prova contra a candidatura de Oxford é que ele morreu em 1604, enquanto várias peças de Shakespeare teriam sido escritas após essa data. Alguns eruditos convencionais e principalmente os oxfordianos reagem a essa afirmação, argumentando que os ortodoxos por muito tempo dataram de maneira a favorecer seu próprio candidato e alegam que não há prova conclusiva de que as peças ou os poemas tenham sido escritos após a morte do conde (1604). Para ver a datação das peças segundo os oxfordianos, veja cronologia oxfordiana das peças de William Shakespeare.
Alguns dos principais estudiosos têm considerado que as publicações de Oxford (principalmente os poemas) não guardam semelhanças estilísticas com as obras shakesperianas. A visão oxfordiana é de que esses poemas foram publicados quando Oxford ainda era moço e, portanto, imaturo nas letras. Para reforçar essa tese, eles recomendam que se faça uma análise comparativa entre a obra poética oxfordiana e a primeira peça de Shakespeare, Romeu e Julieta.

### Sir Francis Bacon

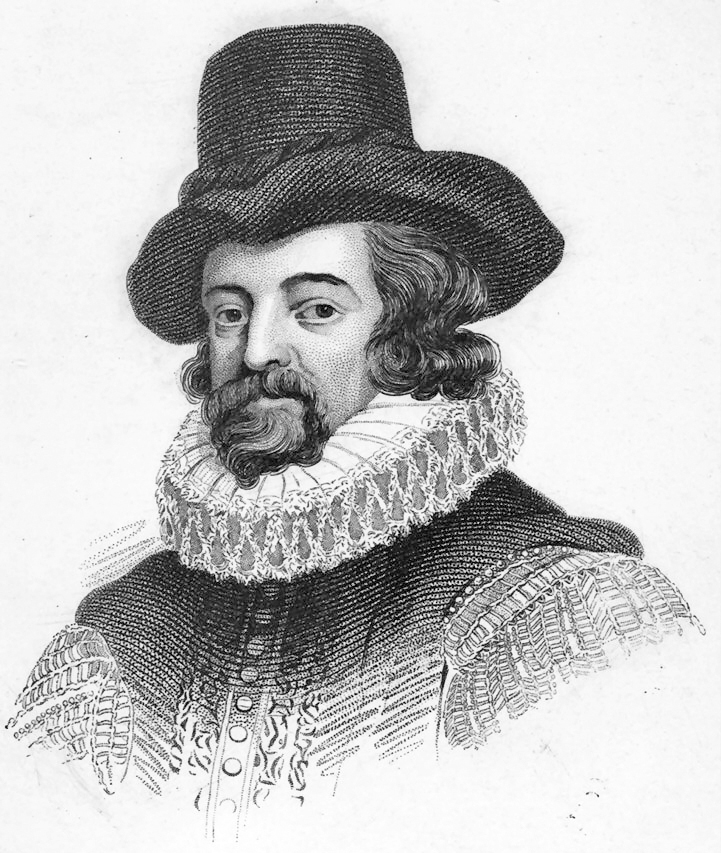
O polímata Francis Bacon já foi muito citado como o verdadeiro autor das peças shakesperianas.

Em 1856, William Henry Smith alegou que o verdadeiro autor das peças de William Shakespeare teria sido Sir Francis Bacon, o proeminente cientista, filósofo, diplomata, ensaísta, historiador, poeta e político que atuou como  procurador-geral (1613) e Lord Chanceler (1618).
Smith foi apoiado por Delia Bacon em seu livro The Philosophy of the Plays of Shakespeare Unfolded (1857), no qual ela afirma que a obra de Shakespeare foi produzida por um grupo de escritores, que incluía Francis Bacon, Sir Walter Raleigh e Edmund Spenser. Esses intelectuais pretendiam inculcar um sistema filosófico na sociedade, mas tinha receio de assumir essa responsabilidade. Delia diz que descobriu esse sistema sob a superfície do texto das peças. Constance Mary Fearon Pott (1833–1915) adotou uma forma modificada desse ponto de vista, fundando a Francis Bacon Society em 1885, e publicando sua teoria sobre Bacon, em Francis Bacon and his secret society (1891).
Em seus escritos, Bacon referiu-se ao uso do teatro, na Antiguidade, "como um meio de educar  os homens para a virtude". Nessa linha, é possível que ele tenha agido sozinho, tendo em vista o seu projeto da Grande Instauração, no sentido de deixar sua filosofia moral para a posteridade nas peças teatrais atribuídas a Shakespeare (por exemplo, a natureza de um bom governo é retratada pelo Príncipe Hal em Henrique IV, parte 2). Embora tivesse delineado tanto uma filosofia da ciência como uma filosofia moral em seu Advancement of Learning (1605), somente a filosofia da ciência de Bacon foi publicada enquanto o autor ainda vivia (Novum Organum 1620).
Os baconianos chamam a atenção para as semelhanças entre frases específicas das peças e as regras escritas por Bacon em seu Promus of Formularies and Elegancies, que ficou desconhecido do público por cerca de 200 anos após ter sido escrito. Grande parte dessas entradas foram reproduzidas em peças de Shakespeare. Há, inclusive, um documento em que Bacon confessa estar sendo um "poeta ocultado" e, segundo muitos estudiosos, Bacon estava no conselho governante da Companhia de Virgínia quando a carta de William Strachey chegou à Inglaterra, sendo que esta foi usada para ele escrever A Tempestade. Além disso, há indícios de que não foi a companhia de Shakespere que produziu a sua primeira e famosa peça A Comédia dos Erros, e sim a Gray's Inn, e acredita-se que essa última companhia era controlada por Bacon.
Apesar de Percy Bysshe Shelley ter dito que "Lord Bacon foi um poeta", o argumento principal contra a teoria baconiana é que as poucas obras poéticas atribuídas a Francis Bacon não guardam semelhança alguma com o estilo shakespeariano.

### Christopher Marlowe

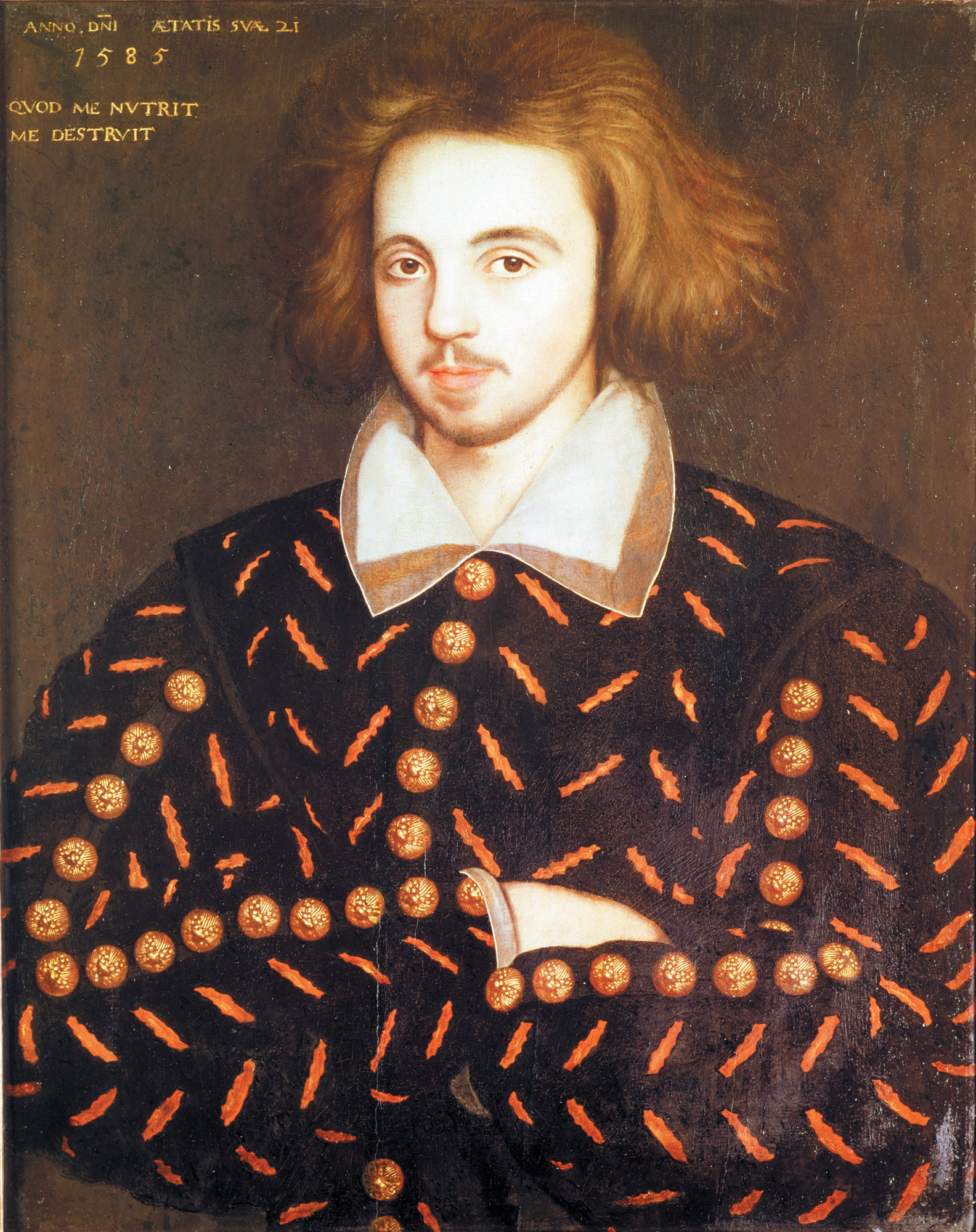
O dramaturgo Christopher Marlowe tem sido citado como possível autor das peças de Shakespeare

Nos primeiros meses de 1895, surgiu uma suspeita que reforçou a tese de que o jovem e talentoso poeta e dramaturgo Christopher Marlowe poderia ter sido o autor das peças. Mas o criador da mais detalhada hipótese sobre a autoria de Marlowe foi Calvin Hoffman, um jornalista americano, cujo livro sobre o assunto, The Murder of the Man who was Shakespeare, foi publicado em 1955.
Marlowe criou celeuma com sua produção literária quando frequentava Cambridge, universidade na qual ingressou graças a uma bolsa. O jovem autor foi responsável por traduções de Ovídio (queimadas publicamente, por ordem do Arcebispo de Cantuária e do Bispo de Londres) e, particularmente, pela primeira tradução de Amores, na língua inglesa. Sua tradução e adaptação em verso branco da Pharsalia, de Lucano, foi uma das primeiras poesias sem rima escritas em pentâmetros iâmbicos e influenciou vários poetas, de Milton à Wordsworth. Ainda quando estudante universitário, sua peça, Doctor Faustus, foi  encenada em Londres. Logo após, ele obteve seu bacharelado em artes.

Oficialmente, Marlowe foi assassinado em 1593, por um grupo de espiões que incluía Igram Frizer, um servo de Thomas Walshingham, patrono de Marlowe. Esse detalhe ajudou a promover a teoria marloviana, segundo a qual  Marlowe estava sob ameaça de ser condenado à morte por heresia, tendo sido salvo mediante um ardil - a encenação de sua morte. Na execução dessa farsa, teriam colaborado pessoas da alta sociedade, como Thomas Walsingham e, possivelmente, o empregador de Marlowe, Lord Burgley. Dado como morto, ele  teria sido obrigado a creditar suas obras a outra pessoa - isto é, a William Shakespeare.
Segundo os marlovianos, o estilo dos ensaios e estudos mostra que "os dois autores" ("William Shakespeare" e Christopher Marlowe) utilizavam paralelos de fraseologia e vocabulário estilístico semelhantes.
Acadêmicos ortodoxos não consideram convincente o argumento da encenação da morte de Marlowe. Segundo eles, a escrita dos dois autores tem estilos muito diferentes, e atribuem a semelhança à popularidade e à influência do trabalho de Marlowe sobre dramaturgos posteriores, como Shakespeare.

### Fulke Greville

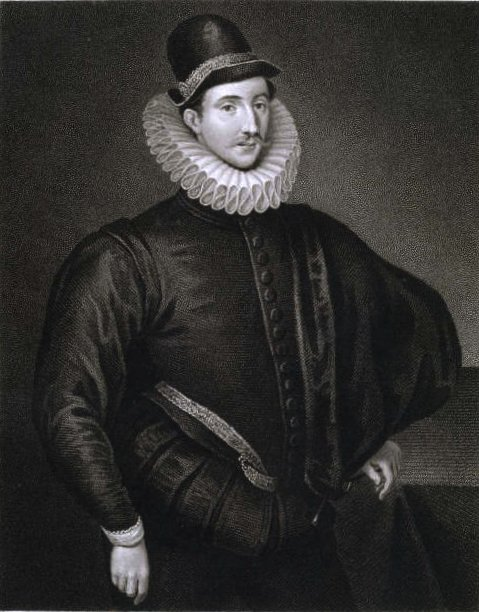
Fulke Greville, 1º Barão de Brooke, um candidato recente no debate sobre a autoria das peças shakesperianas

Em 2007, The Master of Shakespeare by AWL Saunders propôs um novo candidato: Fulke Greville (1554-1628), aristocrata, estadista, marinheiro, soldado, patrocinador literário, dramaturgo, poeta e historiador. Foi educado em Shrewsbury, onde conheceu seu amigo Sir Philip Sidney, e no Jesus College (Cambridge). Em seu regresso à Inglaterra, depois de viajar pela Europa, trabalhou para Sir Francis Walsingham e novamente viajou pela Europa por longo tempo. Tornou-se o favorito de Elisabeth I, foi  funcionário do Conselho de Gales, tesoureiro da marinha e, de 1614 a 1621, chanceler do tesouro. Após a morte do pai, em 1606, Fulke tornou-se registrador em Stratford-upon-Avon, e manteve esse posto até sua morte, em 1628.
Greville era famoso por sua amizade com Sir Philip Sidney e por causa de seu tempestuoso amor com a irmã de Philip: Mary Sidney, Condessa de Pembroke. Greville também é considerado um generoso patrocinador de muitos dos principais autores da época, incluindo Marlowe, Thomas Nashe, Samuel Daniel e Edmund Spenser, Ben Jonson e William Davenant. Era membro de todos os principais círculos literários da época: o Areopagus, o Wilton House Circle, The Southampton Circle, o University Wits e The School of Night. Alegava ter sido o "Mestre de Shakespeare" e autor de uma peça perdida, chamada Antônio e Cleópatra. Quando comparado com os perfis "stratfordianos" de William Shakespeare a partir do First Folio (1623), Greville iguala cada 'perfil': o Greville de Stratford tinha uma casa na Rua Henley; era amigo e patrocinador de Ben Jonson; conhecia um pouco de latim e grego. Em sua homenagem foi erigido um monumento, sem túmulo, na Collegiate Church of St Mary, em Warwick.

### Outros candidatos
Em The Truth Will Out, publicado em 2005, os autores Brenda James, da Universidade de Portsmouth e William Rubinstein, professor de História na Universidade Aberystwyth, defendem que Henry Neville, um inglês contemporâneo de Shakespeare que foi diplomata e era seu parente distante, seria o verdadeiro autor de suas obras. Rubinstein e James argumentam que os locais onde Neville exerceu suas atividades diplomáticas aparecem na maioria das peças, dependendo da época em que foram escritas, e que sua vida pessoal e pública contém paralelismos com os acontecimentos das peças.
Outros candidatos propostos por estudiosos de várias partes do planeta incluem Maria Sidney, William Stanley, 6º Conde de Derby, Sir Edward Dyer ou Roger Manners, 5º Conde de Rutland (às vezes com sua esposa Elizabeth, filha de Philip Sidney, e sua tia Mary Sidney, Condessa de Pembroke, como co-autoras). Há pelo menos mais de cinquenta outros nomes que têm sido propostos, incluindo o rebelde irlandês William Nugent, o mártir católico Edmund Campion, e até mesmo a Rainha Elisabeth I (com base em uma suposta semelhança entre um retrato da rainha e a gravura de Shakespeare que aparece no First Folio), sem contar a hipótese  de Malcolm X, segundo o qual Shakespeare era o rei Jaime I.
Na década de 1960, a teoria mais popular era a de que "Shakespeare" escondia mais de um dramaturgo. Seria um grupo composto por Edward de Vere, Bacon, William Stanley  e outros. Essa teoria tem sido muitas vezes citada em publicações e, mais recentemente, pelo renomado ator Derek Jacobi, que disse à imprensa britânica: "Acredito na teoria do grupo de dramaturgos. Não creio que alguém pudesse ter escrito as peças sozinho. Penso que, provavelmente, de Vere foi um dos integrantes, pois concordo que um autor escreve sobre suas próprias experiências, sua própria vida e personalidade."